# إيان كيرشو
السير إيان كيرشو (بالإنجليزية: Sir Ian Kershaw)‏ وهو مؤرخ وكاتب إنجليزي بريطاني ولد في يوم 29 أبريل 1943 في أولدهام في إنجلترا في المملكة المتحدة، كيرشو مختص بتاريخ ألمانيا في القرن العشرين وإختص كذلك بتاريخ النازية وأدولف هتلر، نال كيرشو شهادته من جامعة ليفربول وجامعة أوكسفورد وقد ظهر في عدة أفلام وثائقية على قناة بي بي سي، زوجته هي بيتي كيرشو وهي بروفيسورة في التمريض.

## روابط خارجية
- إيان كيرشو على موقع IMDb (الإنجليزية)
- إيان كيرشو على موقع مونزينجر (الألمانية)